# Abbaye Saint-Pierre du Vigeois
Pour les articles homonymes, voir Abbaye Saint-Pierre.
L'abbaye Saint-Pierre de Vigeois est une abbaye fondée à Vigeois dans le département de la Corrèze par Arède d'Atane (saint Yrieix) avant 572.

## Histoire de l'abbaye

### Fondation
Elle existait dès le VIe siècle et aurait été réédifiée par Arédius ou saint Yrieix, qui la cite dans son testament en 572.
Comme beaucoup d'abbayes et d'églises, elle fut dévastée au cours des incursions des Vikings au IXe siècle puis relevée.

### Évolution du statut
C'est ensuite une abbaye bénédictine.
Elle est soumise à l'abbaye de Solignac au début du XIe, vers 1030, puis à Saint-Martial de Limoges de 1082 à 1230. En 1082, Géraud de Lestrade envoyé par Saint-Martial de Limoges est nommé abbé. Le chroniqueur du XIIe siècle Geoffroy du Breuil, chanoine de Saint-Martial de Limoges, est aussi prieur de Saint-Pierre de Vigeois.
En 1635, en conséquence du concile de Trente, l'abbaye bénédictine Saint-Pierre de Vigeois s'unit à la Congrégation des Exempts de la Province de Guyenne.
L'arrêté royal du 7 novembre 1745 ordonne l'union de l'abbaye au séminaire des Ordinants de Limoges.
Par décret de l'Assemblée Constituante daté du 13 février 1790, elle est supprimée et ses moines dispersés.

### Guerres et destructions
L’abbaye est détruite par un incendie vers 1070.
Elle a été saccagée durant la guerre de Cent Ans et en 1489 l'évêque de Limoges ordonne sa reconstruction.
En 1590, les protestants mettent le feu à la nef.
Elle est victime d'un nouvel incendie en 1705.

## Architecture de l'abbaye
L'église est un des plus beaux exemples d'architecture romane en Bas Limousin. Elle a été classée Monument Historique le 12 juillet 1886.

### L’église abbatiale
L'église abbatiale fut construite aux XIe et XIIe siècles. Le chœur avec chapelles rayonnantes et le transept étaient terminés en 1124. La nef est moderne.
Les sculptures des chapiteaux et des modillons sont remarquables. En effet, le toit de l'abside et des chapelles repose sur une corniche soutenue par des modillons sculptés de personnages.
L'accès aux combles se fait par deux tourelles situées de part et d'autre de l'abside qui contiennent les escaliers.
Le clocher qui se situe au-dessus du bras nord du transept est desservi par une porte d'entrée polylobée et ornée des deux statues de saint Pierre et saint Paul.
La nef est reconstruite en 1866.
En 1908 fut entreprise la restauration du chœur et la réfection de l'absidiole du croisillon Nord.
On peut y découvrir plusieurs tableaux dont :
- Georges Jean-Marie Haquette : Le Salut au calvaire, 1884
- Claudius Jacquand : La Vie ascétique, 1840

### Les bâtiments monastiques
Ils ont été démolis partiellement peu après la Révolution pour servir de carrière de pierres et pour ouvrir dans le bourg la cour intérieure fermée du monastère. Quelques bâtiments subsistent à l'est et au sud de l'abbatiale, transformés en maisons d'habitation. Notamment une maison d'habitation ancienne, qui s'avance sur la place en face du parvis Est de l'abbatiale. C'était la maison de l'abbé du monastère. C'est dans cette maison que naquit le 10 mai 1889, Marie-Rose Bouchemousse (1889-1966). Elle est la fille de Martial Bouchemousse (1858-1940) ingénieur issu d'une famille d'ouvriers porcelainiers à Limoges, qui travaillait alors au tracé de la ligne ferroviaire entre Limoges et Brive. Il rencontre à Vigeois, Marie Adèle Lespinat (1868-1893) fille d'un charpentier, et d'une marchande de "nouveautés" qui tenait boutique dans cette maison située au cœur de Vigeois. Ils se marient le 24 mars 1858 à Vigeois et habitent dans cette maison où naitra leur fille Marie-Rose Bouchemousse. Elle fit de brillantes études à l'Ecole normale supérieure de Sèvres, puis des études universitaires jusqu'à l'obtention d'une agrégation de lettres, d'un doctorat universitaire de philosophie. Elle fut la première femme docteur en philosophie scolastique. Elle enseigna ensuite quelques années avant d'accepter le poste de secrétaire général de la Fédération Nationale Catholique et de la revue "France Catholique" sous la direction du général de Castelnau depuis sa création en 1924, jusqu'en 1943. Dans ce cadre, elle publiera des articles et des ouvrages sous le pseudo masculin de Jean Mora.
Le 2 novembre 1943, elle accepte de prendre la charge de la mairie de Vigeois à la place du maire démissionnaire Jules Lardet. Jules Lardet avait été nommé par le préfet en 1939 à la place du maire élu depuis 1929 Alphonse Durant, communiste. Mais dans les circonstances tendues de cette période, Jules Lardet dut démissionner. Aucun homme ne voulait prendre cette responsabilité. Marie Rose Bouchemousse fut vivement sollicitée, elle accepta sous conditions. Celle de l’assurance de la collaboration active à ses côtés de M. Basty, un ancien directeur de la Banque de France à la retraite à Vigeois, et surtout l’assurance de la bonne volonté consentante de l’ensemble de la population locale. Elle obtient les deux, et assure que cette responsabilité est provisoire dans l'attente de temps meilleurs. Marie-Rose Bouchemousse se fera ainsi connaître comme la première femme maire d'une commune en France.
Le 11 juin 1944 un détachement allemand investi le bourg, bloque toutes les voies de communications routières. Les Allemands enjoignent par haut-parleurs, aux habitants de se réunir, les hommes sur le champ de foire, les femmes place de la mairie autour de l'abbatiale Saint-Pierre. Les Allemands visitent les maisons une à une.
Entre les officiers allemands et les habitants de Vigeois, une femme s’interpose et négocie longuement et fermement le salut de son village : Madame la maire de Vigeois.
Les officiers demandent à parler au maire de la commune. Parmi les femmes rassemblées, Marie Rose se dresse et s’avance : « Le maire, c’est moi » répond-elle à l’officier ébahi. Accompagnée par M. Basty le premier adjoint, et le curé doyen Xavier Bourges. Elle parlait couramment allemand, mais n’en fit rien savoir et demanda le truchement d’un interprète. Un interprète sera présent lors des négociations. Les discussions eurent lieu à l’Hôtel du Midi au coin de la place du Champ-de-Foire. Les officiers ressortent apparemment apaisés. La population est relâchée, et tard dans la nuit les troupes allemandes quittent les lieux sans grands dommages.
Dans la nuit Marie-Rose Bouchemousse souffrira d’un abcès purulent de la gorge. Peut-être le contre coup de cet épouvantable interrogatoire par les officiers allemands.

## Activité
L'église abbatiale est devenue église paroissiale.

## Galerie de photos

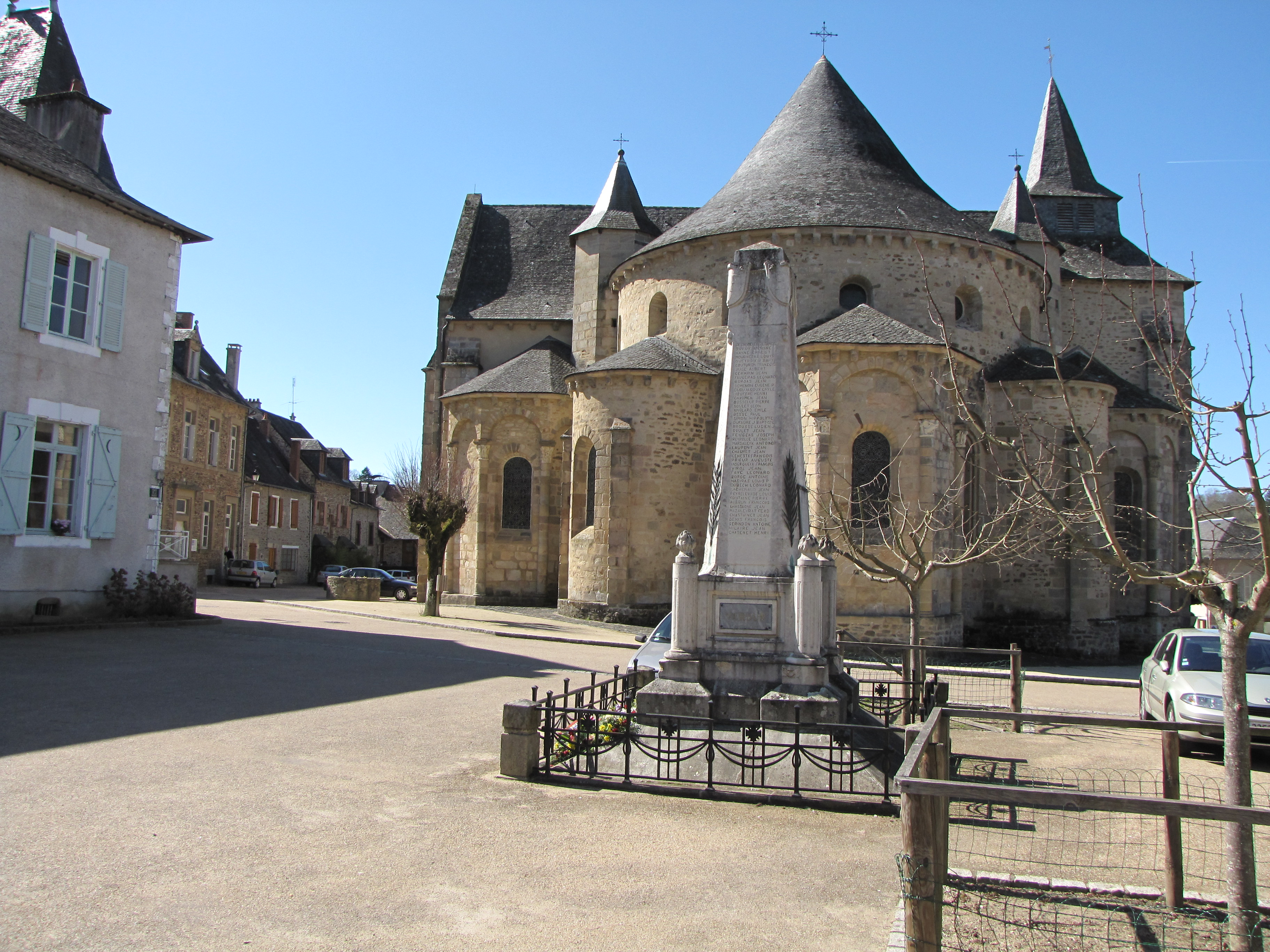
Chevet.
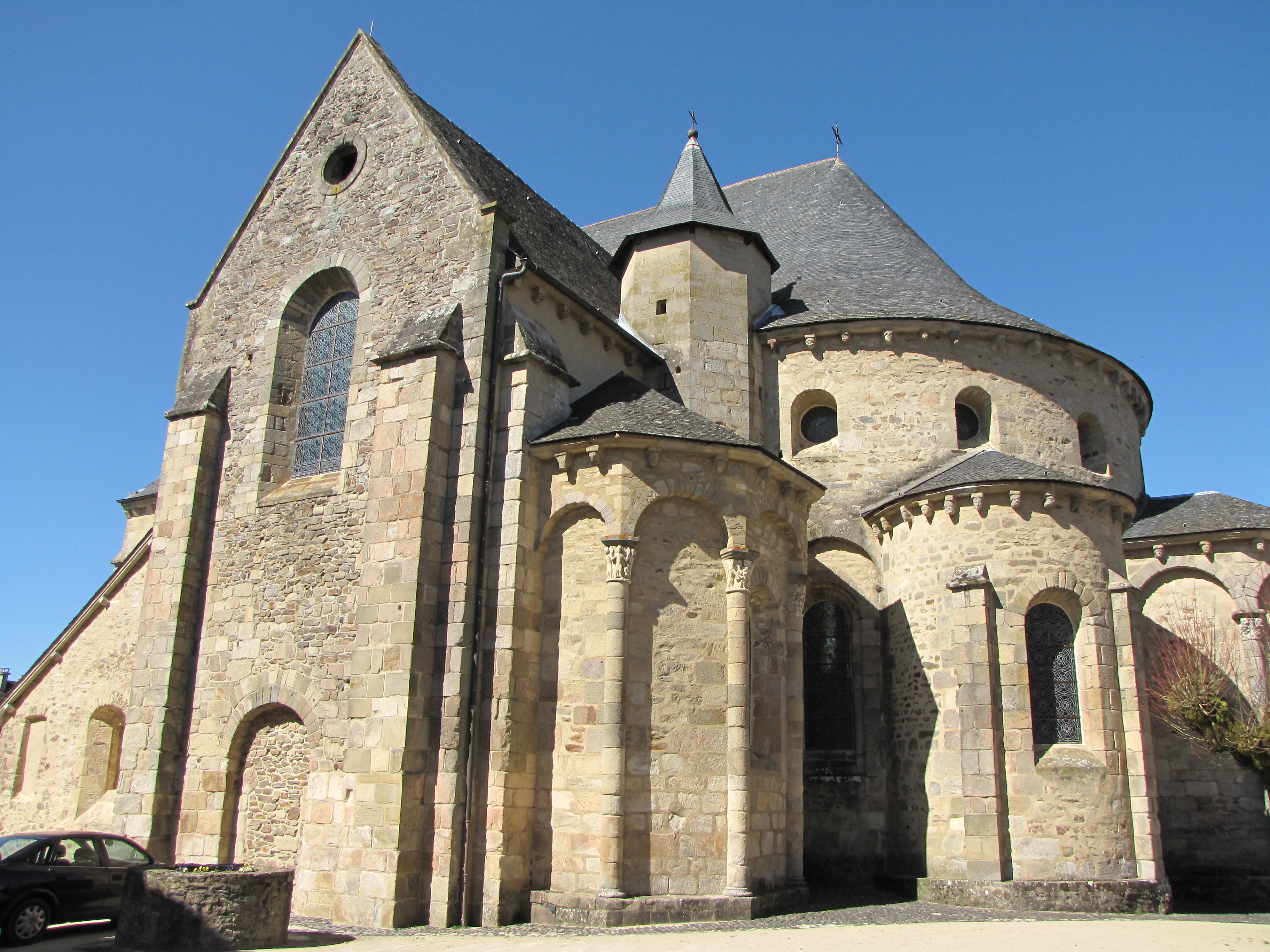
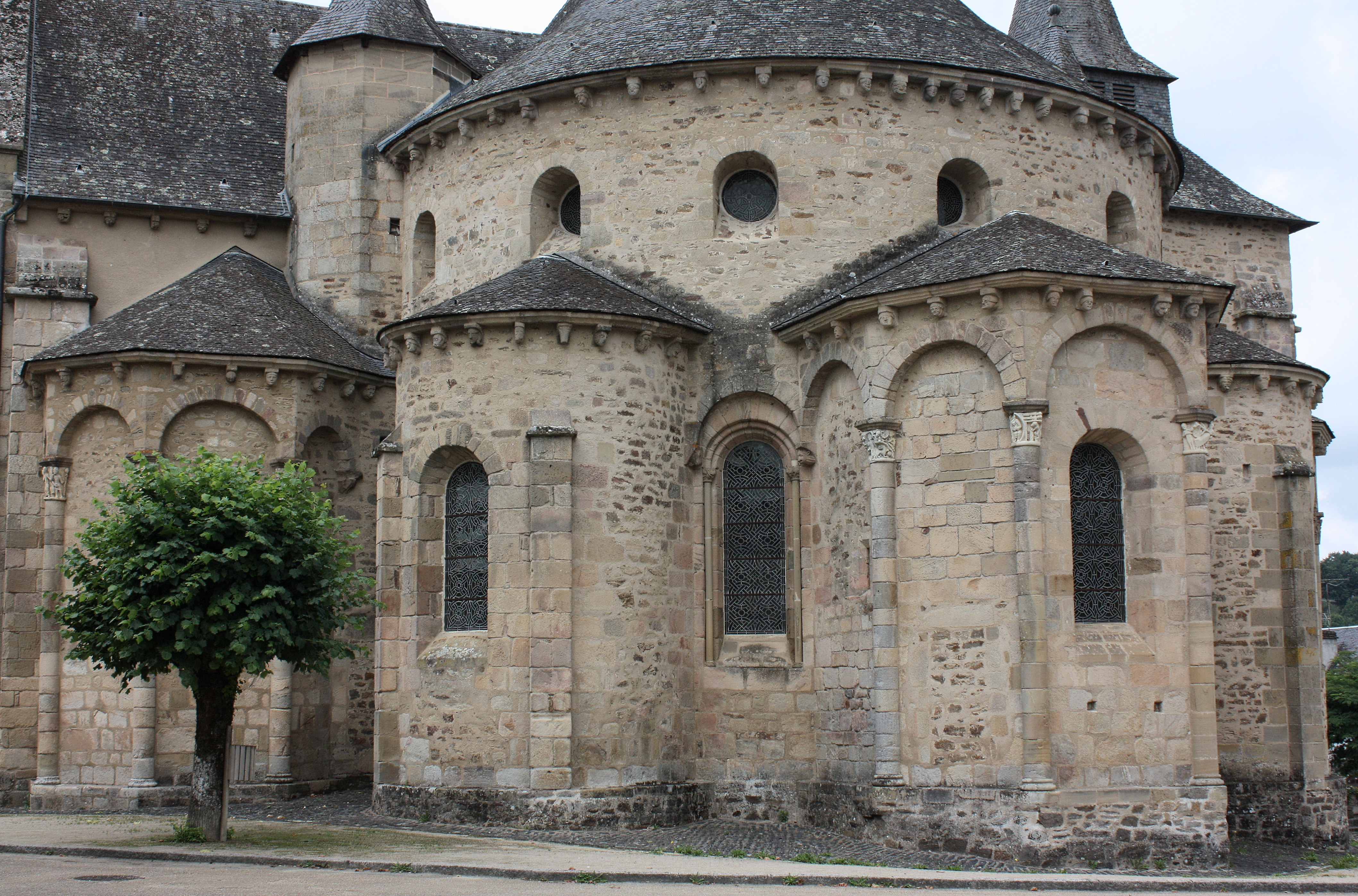
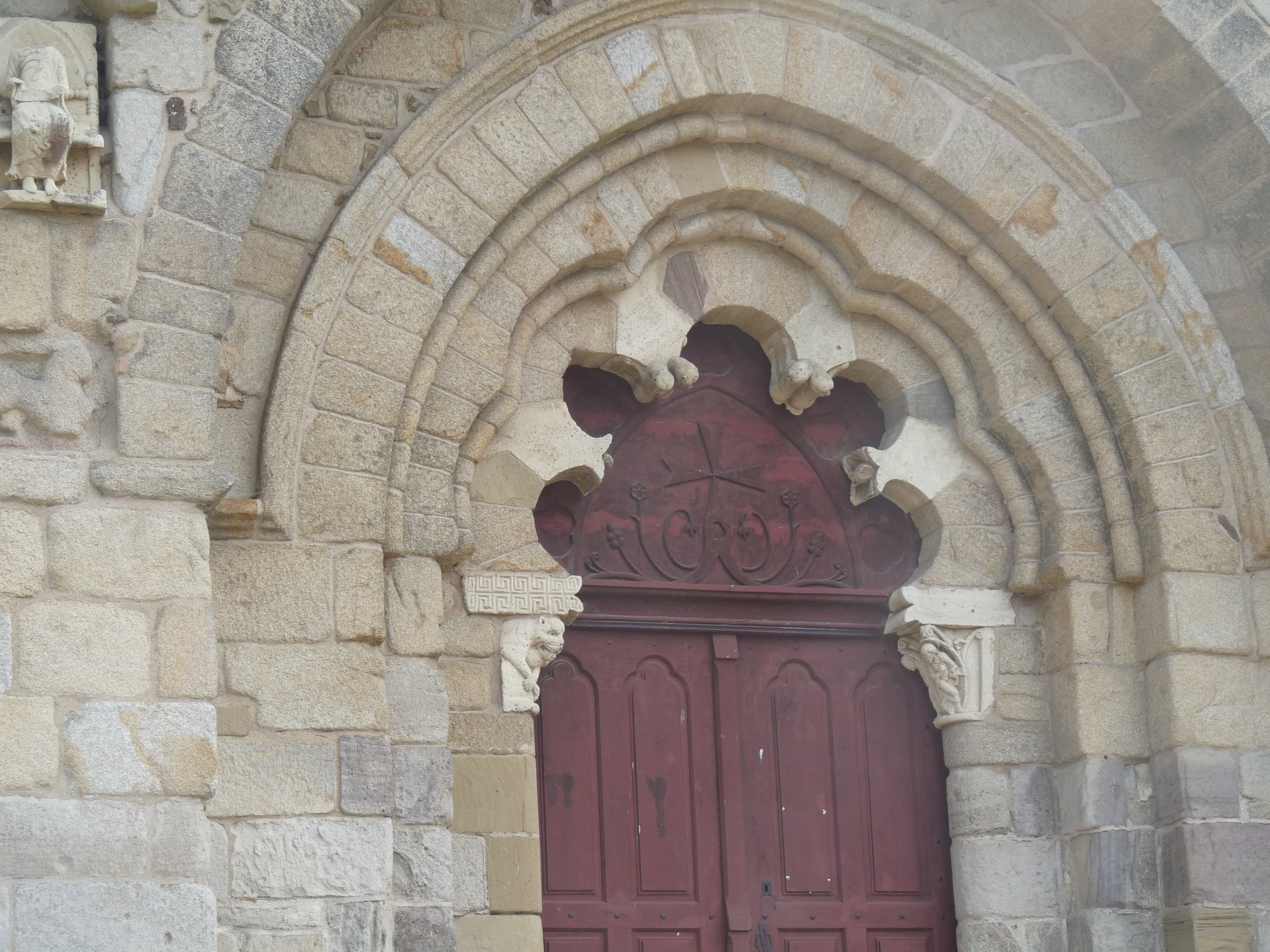
Portail.
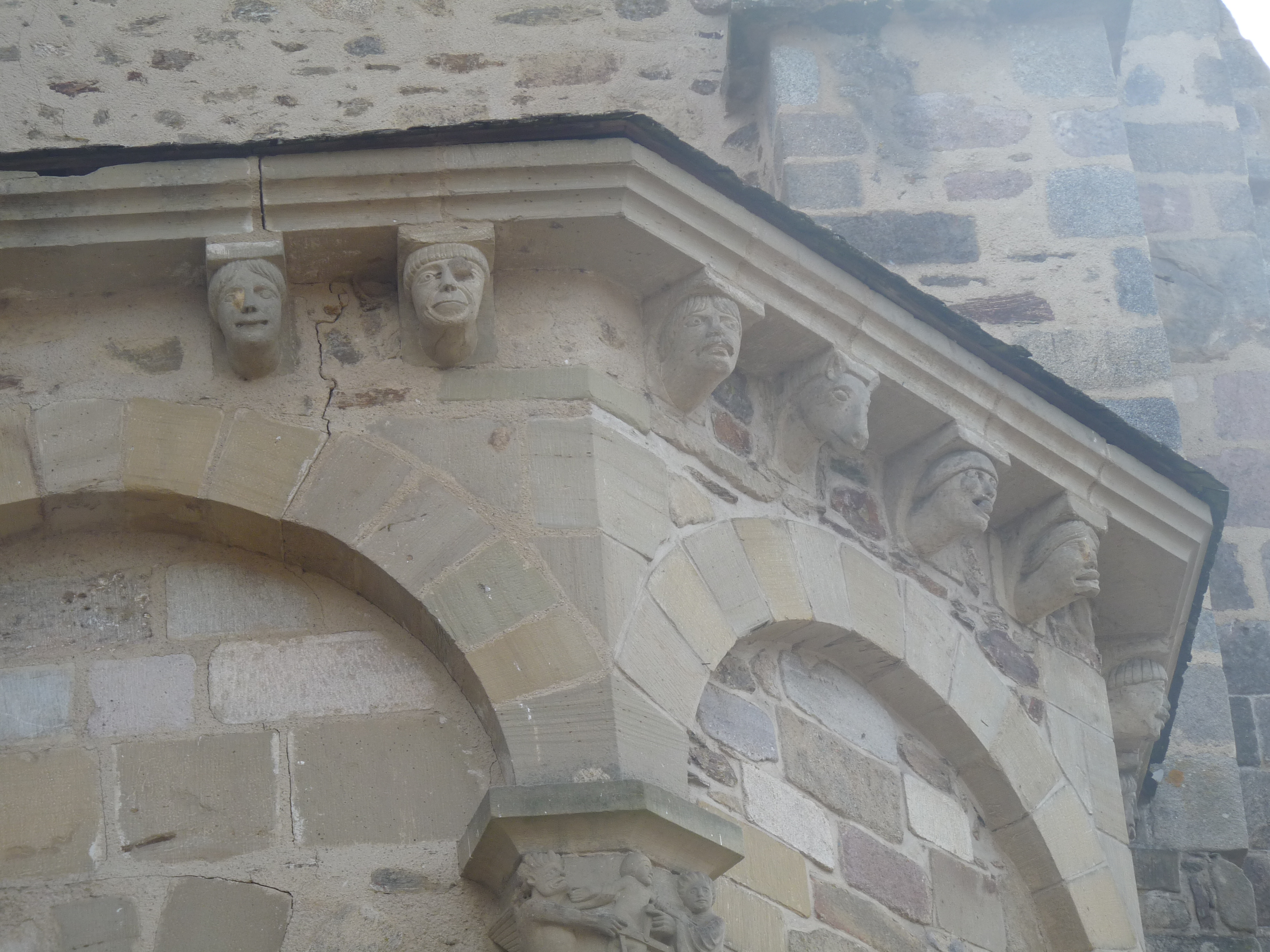
Modillons du chevet.
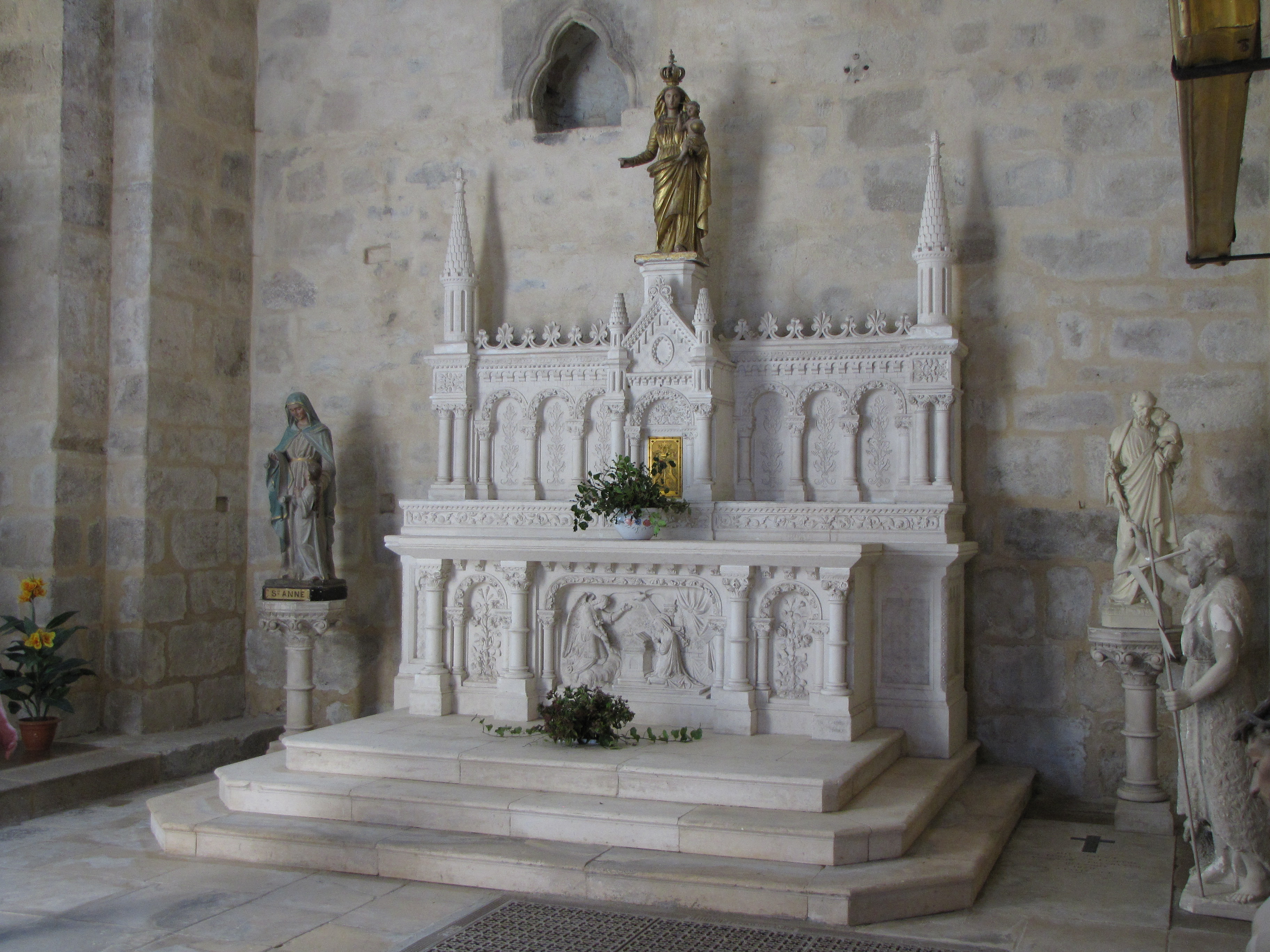
Autel.
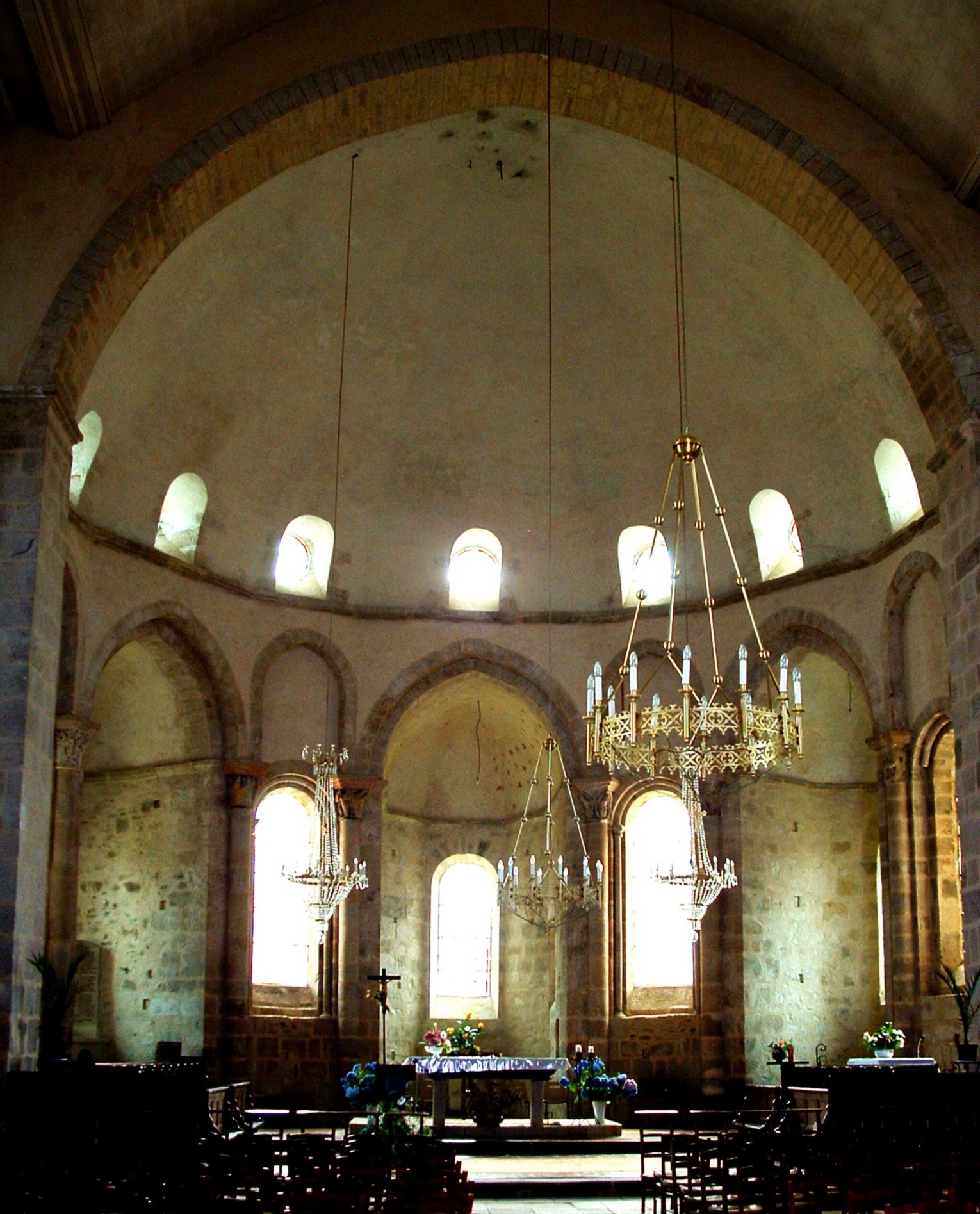
Abside.
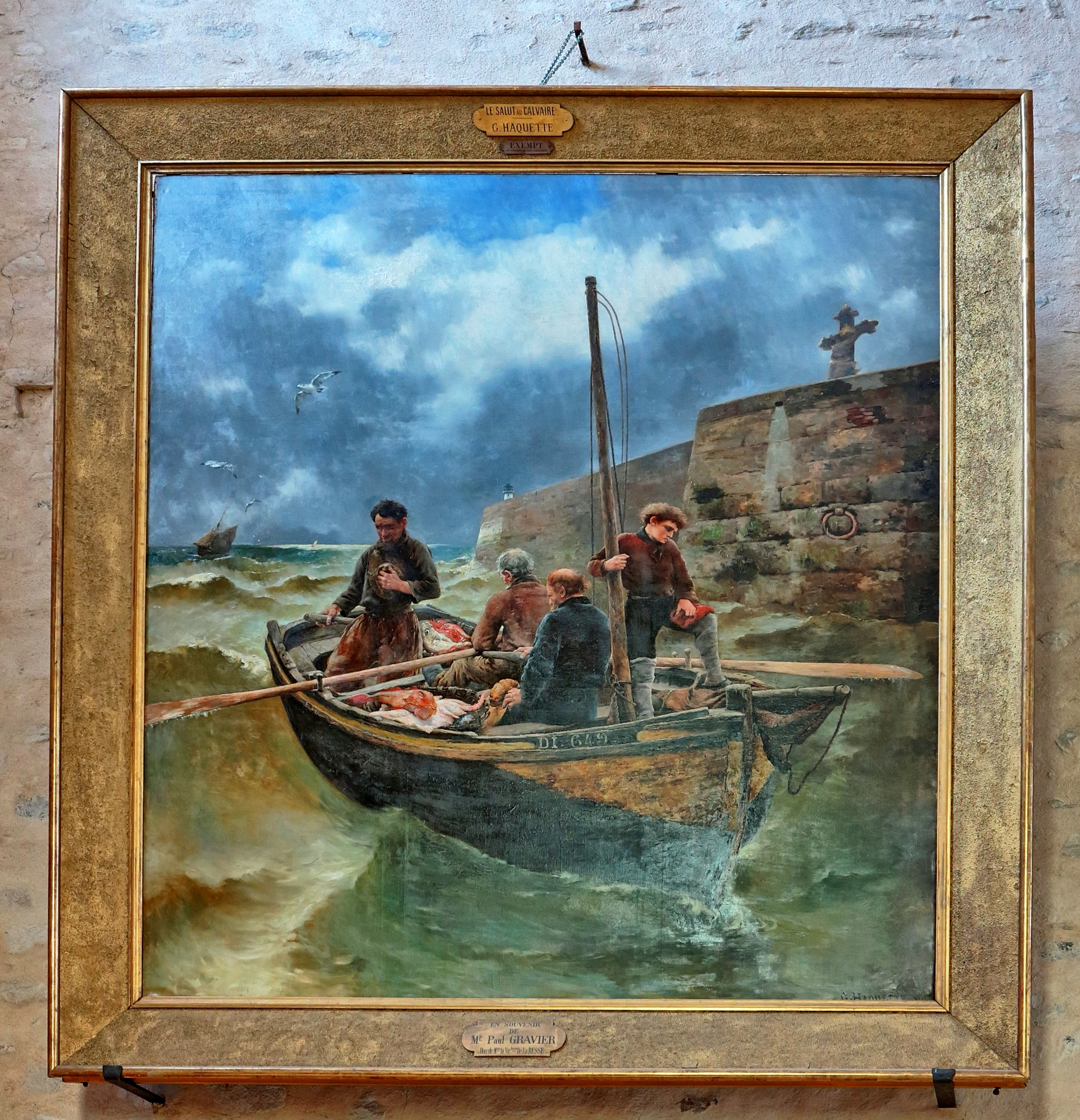
Le salut au calvaire de G. Haquette.
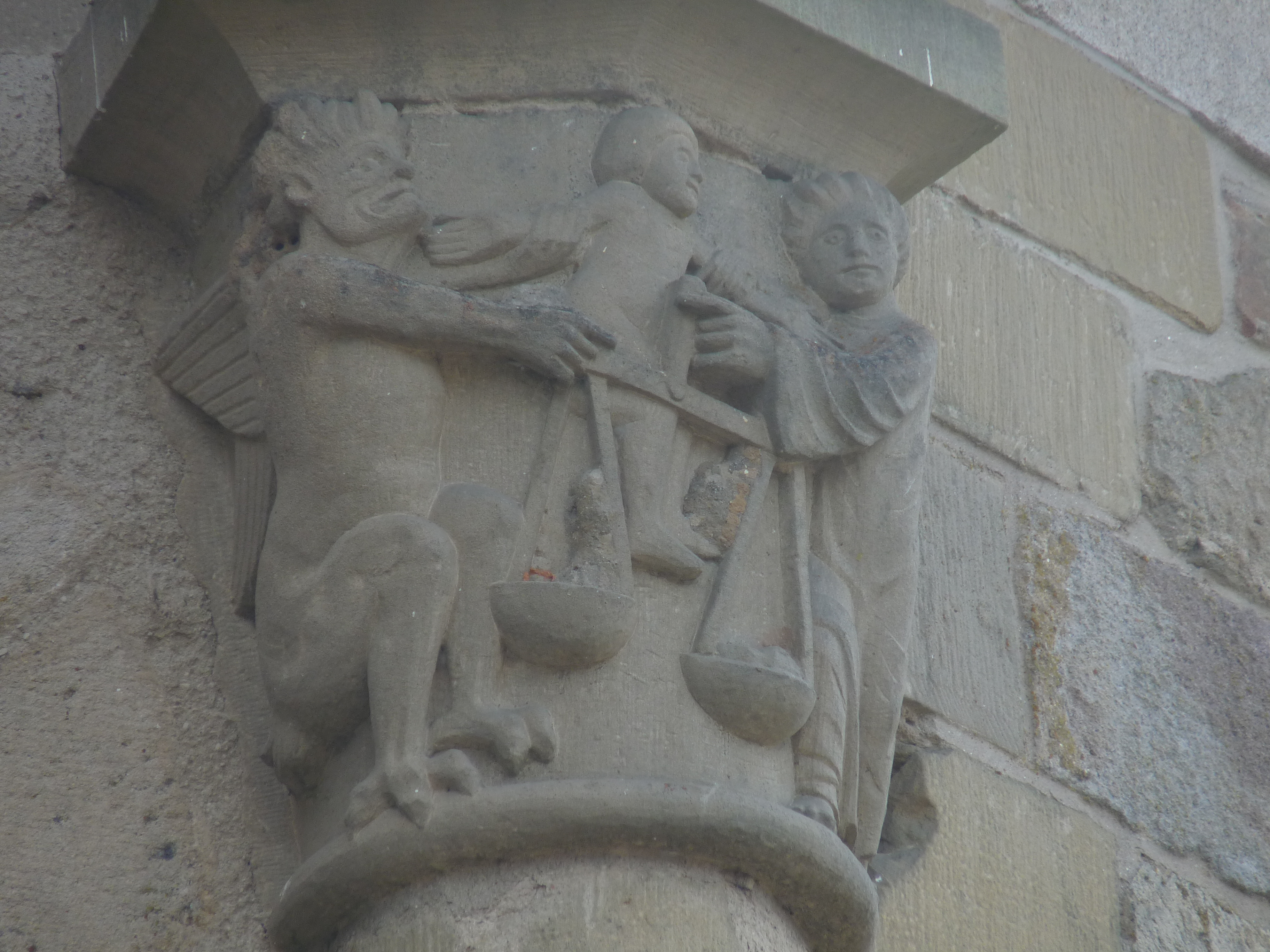
Un des chapiteaux du chevet.
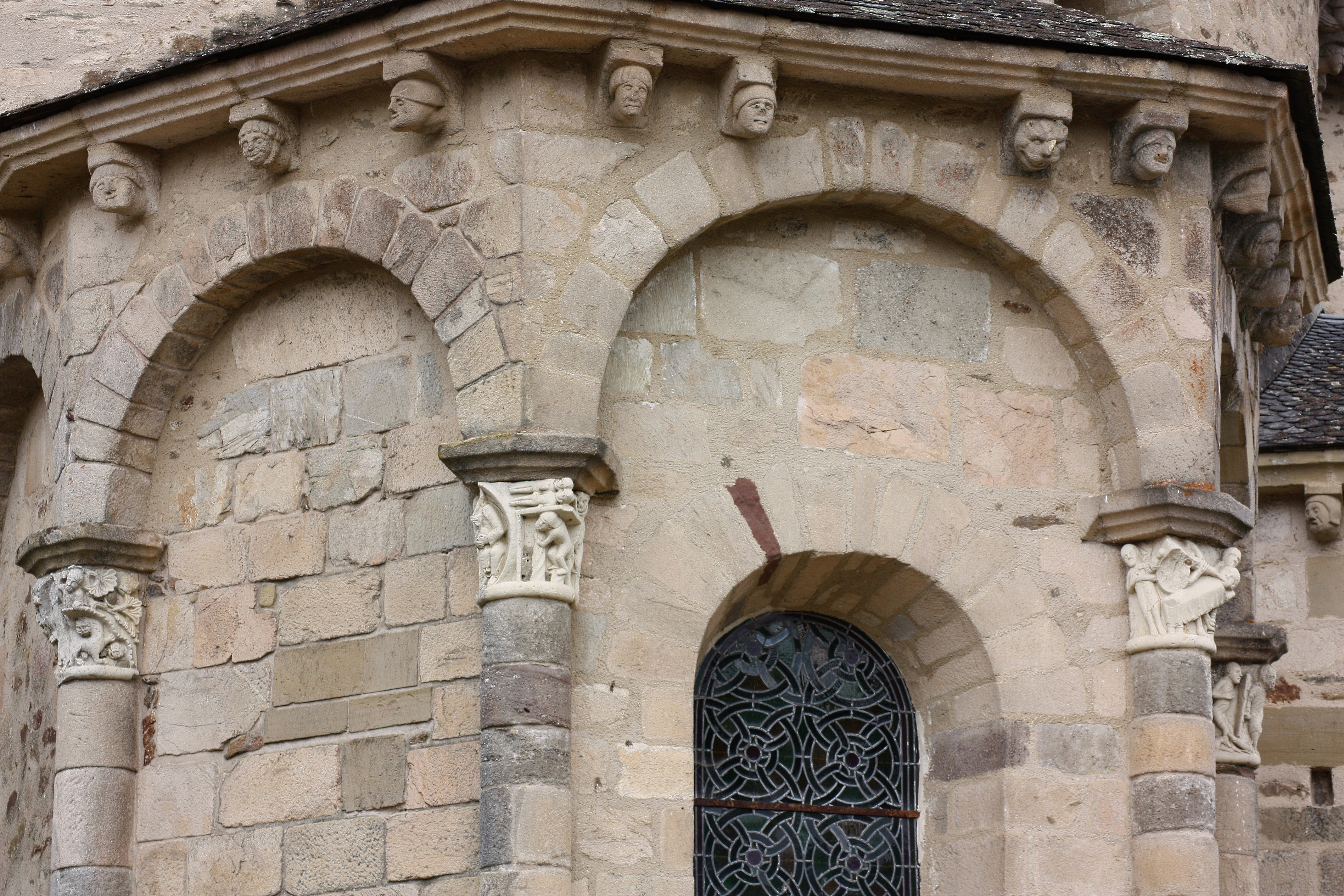
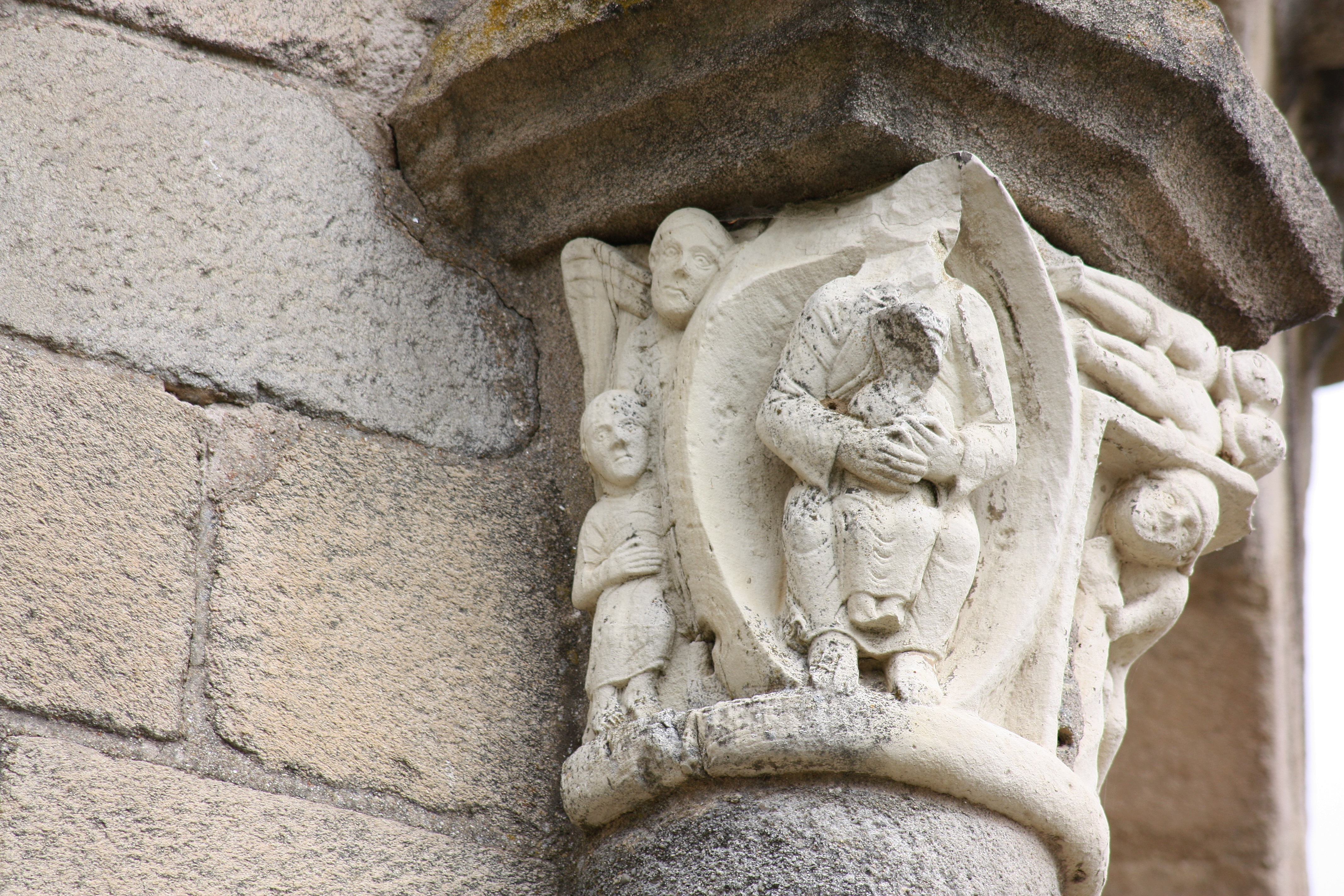
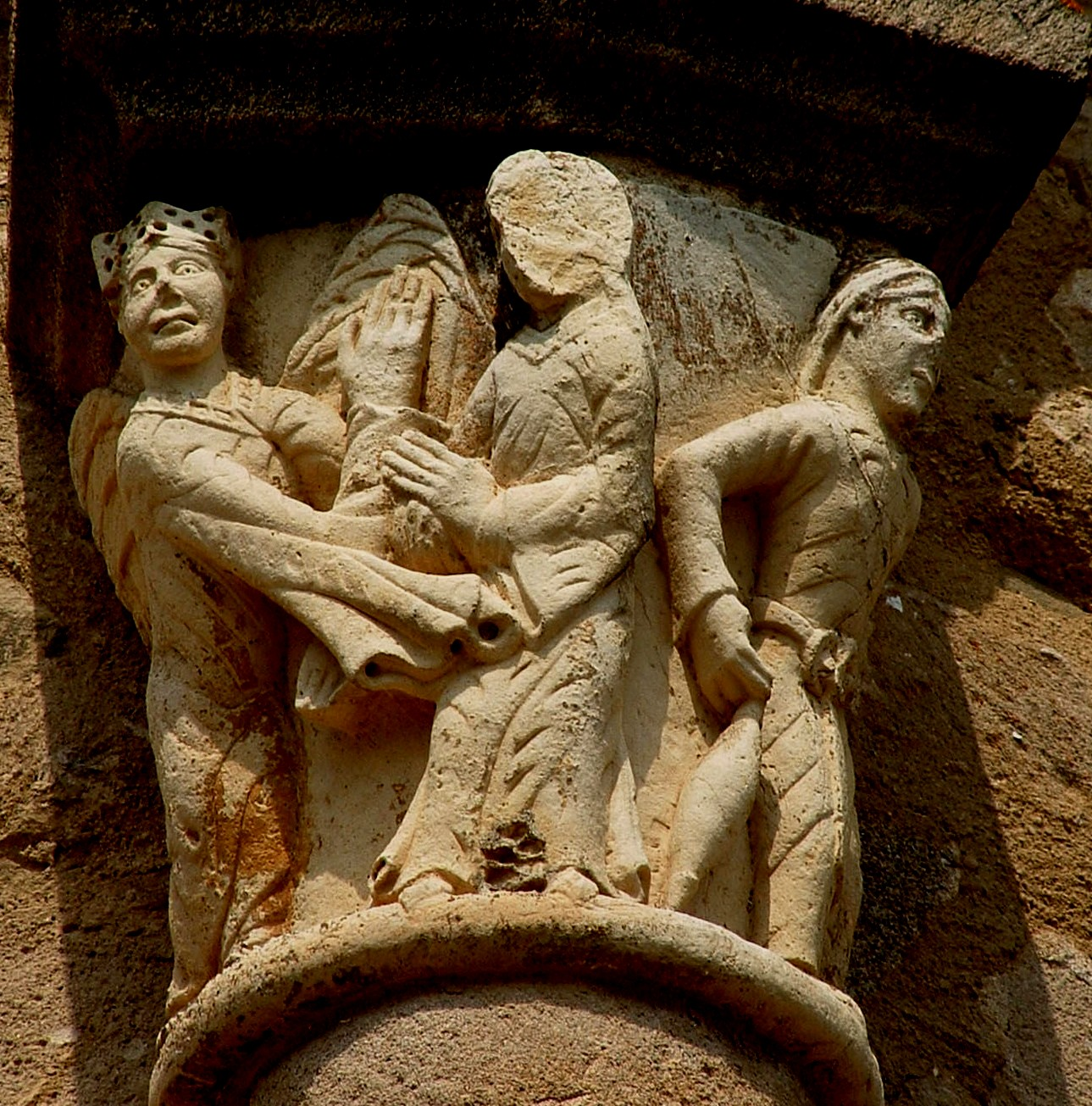
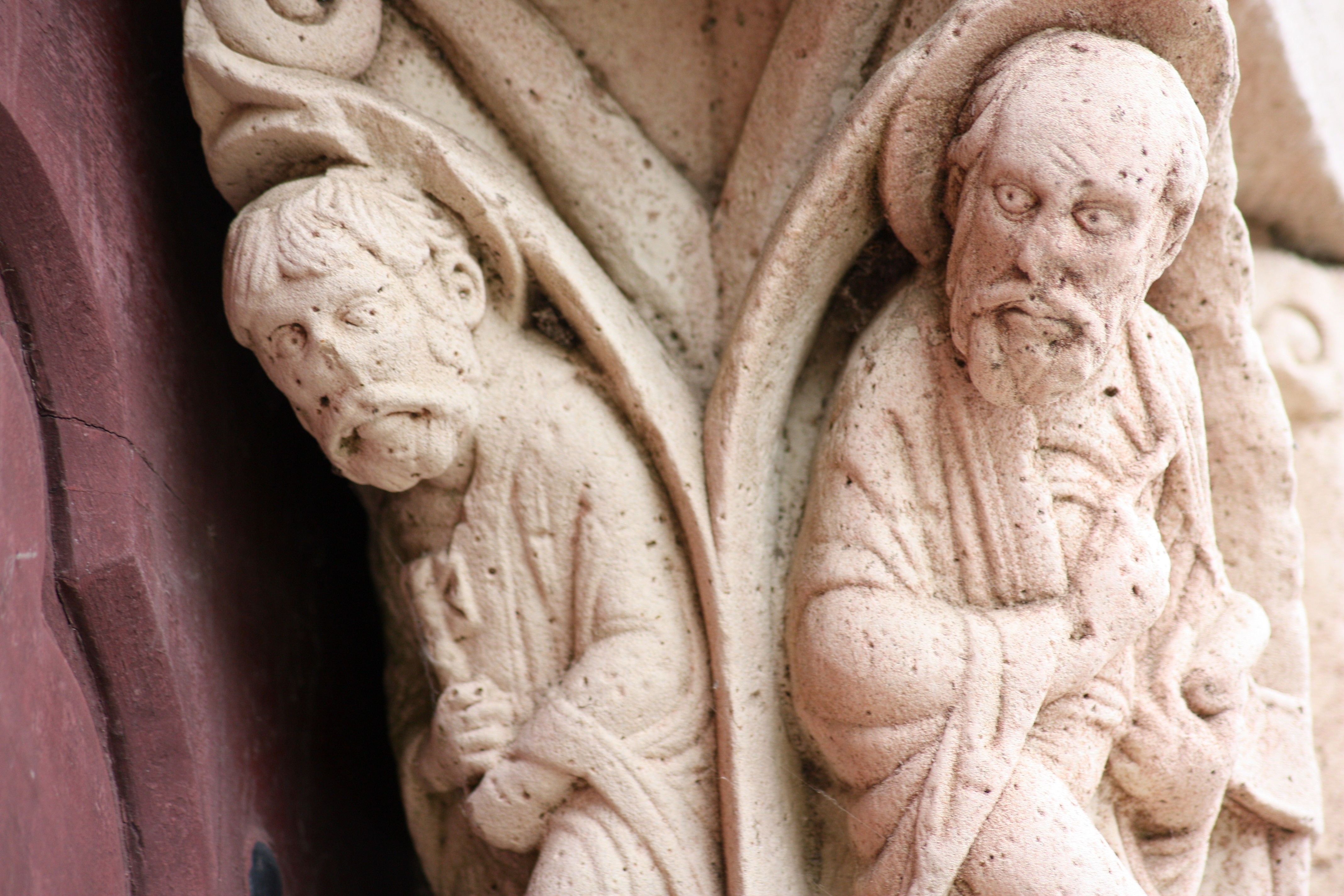
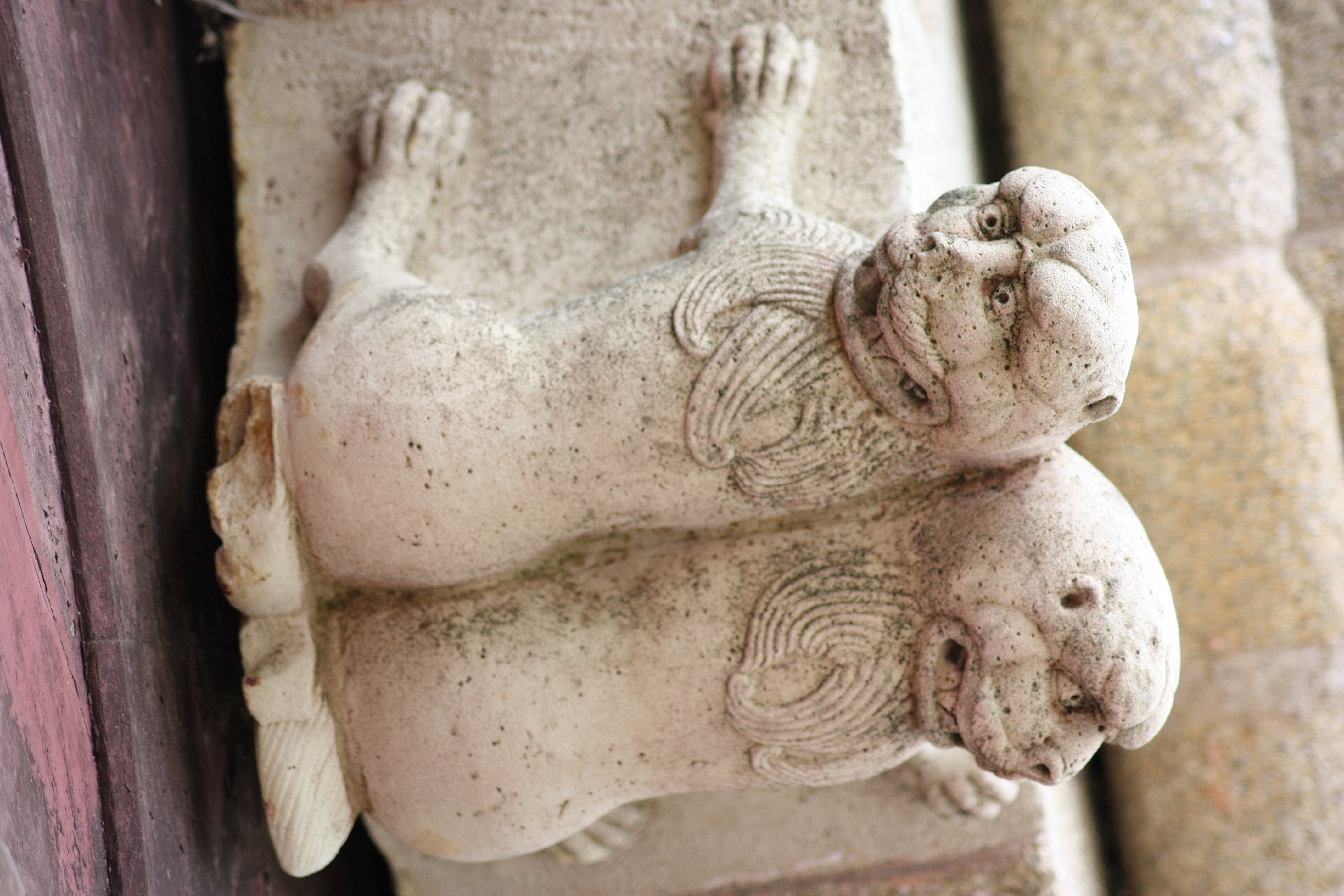
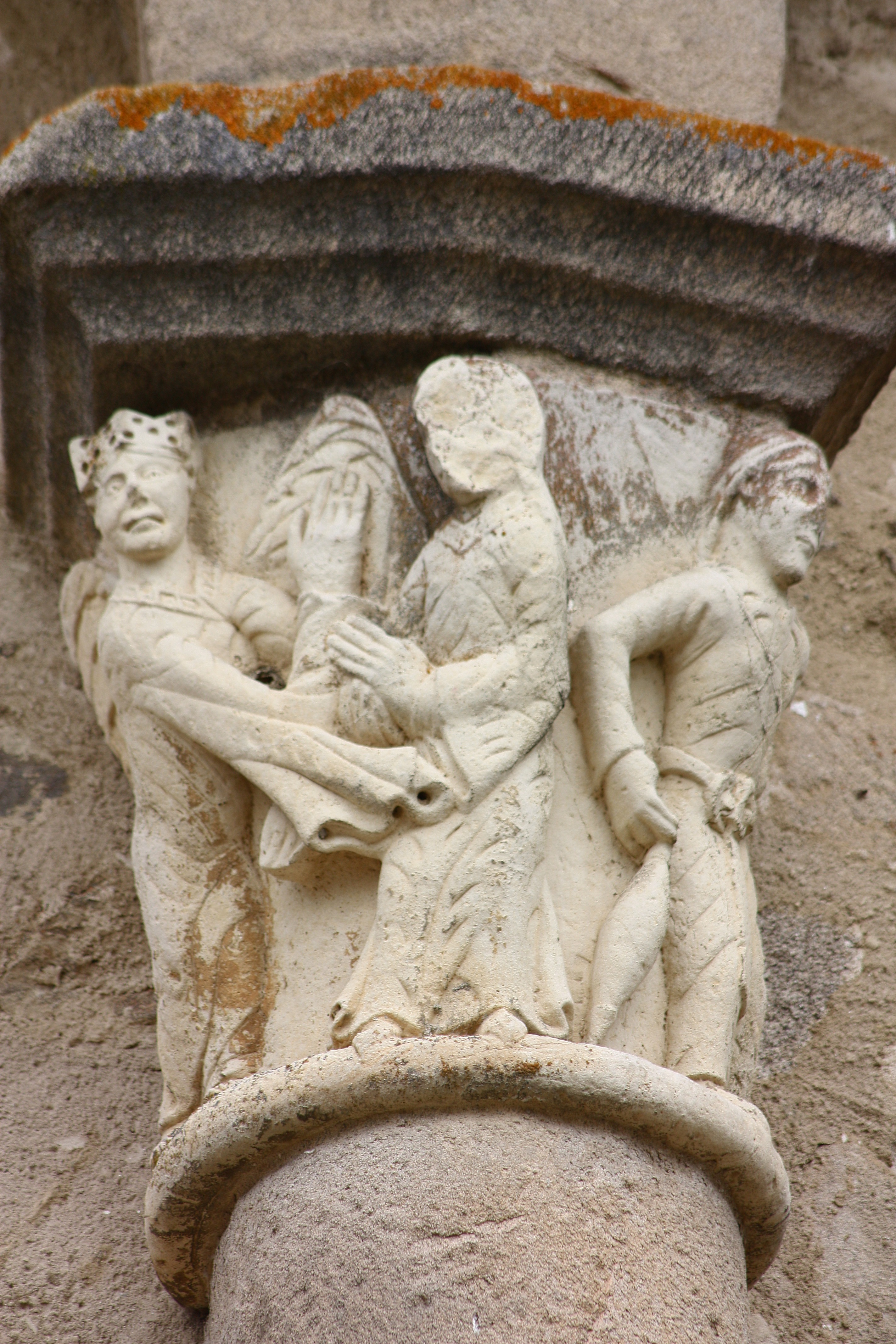
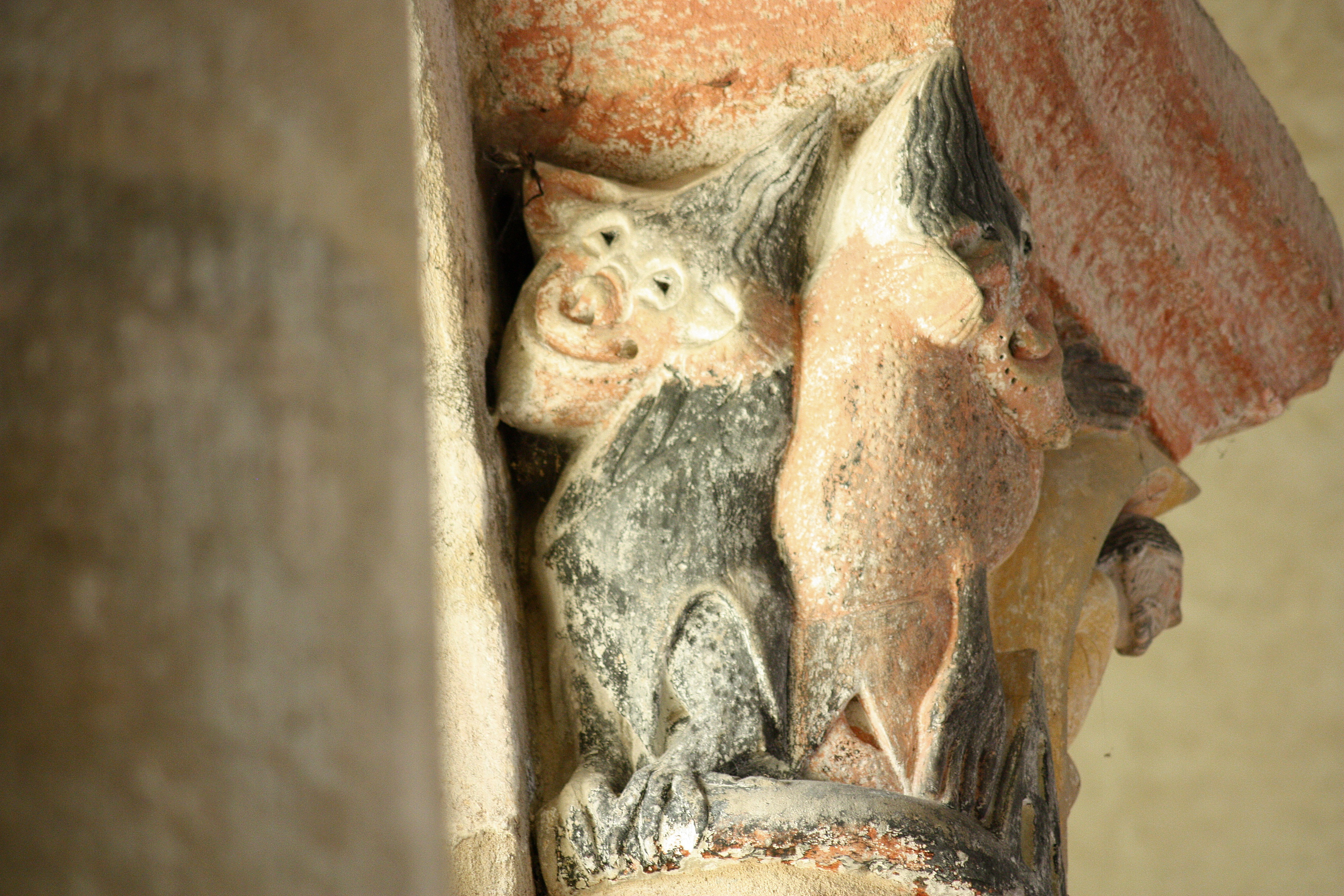
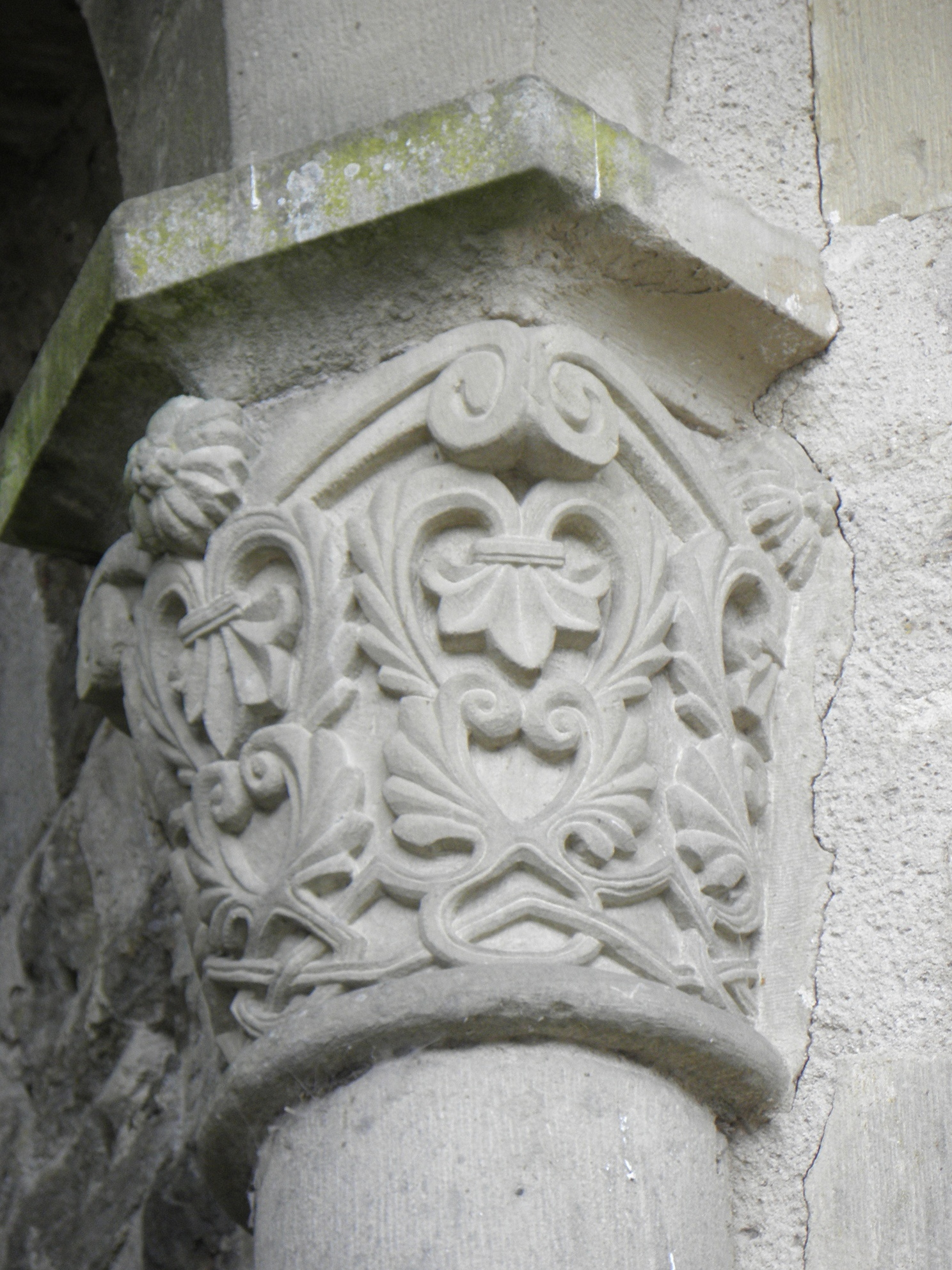
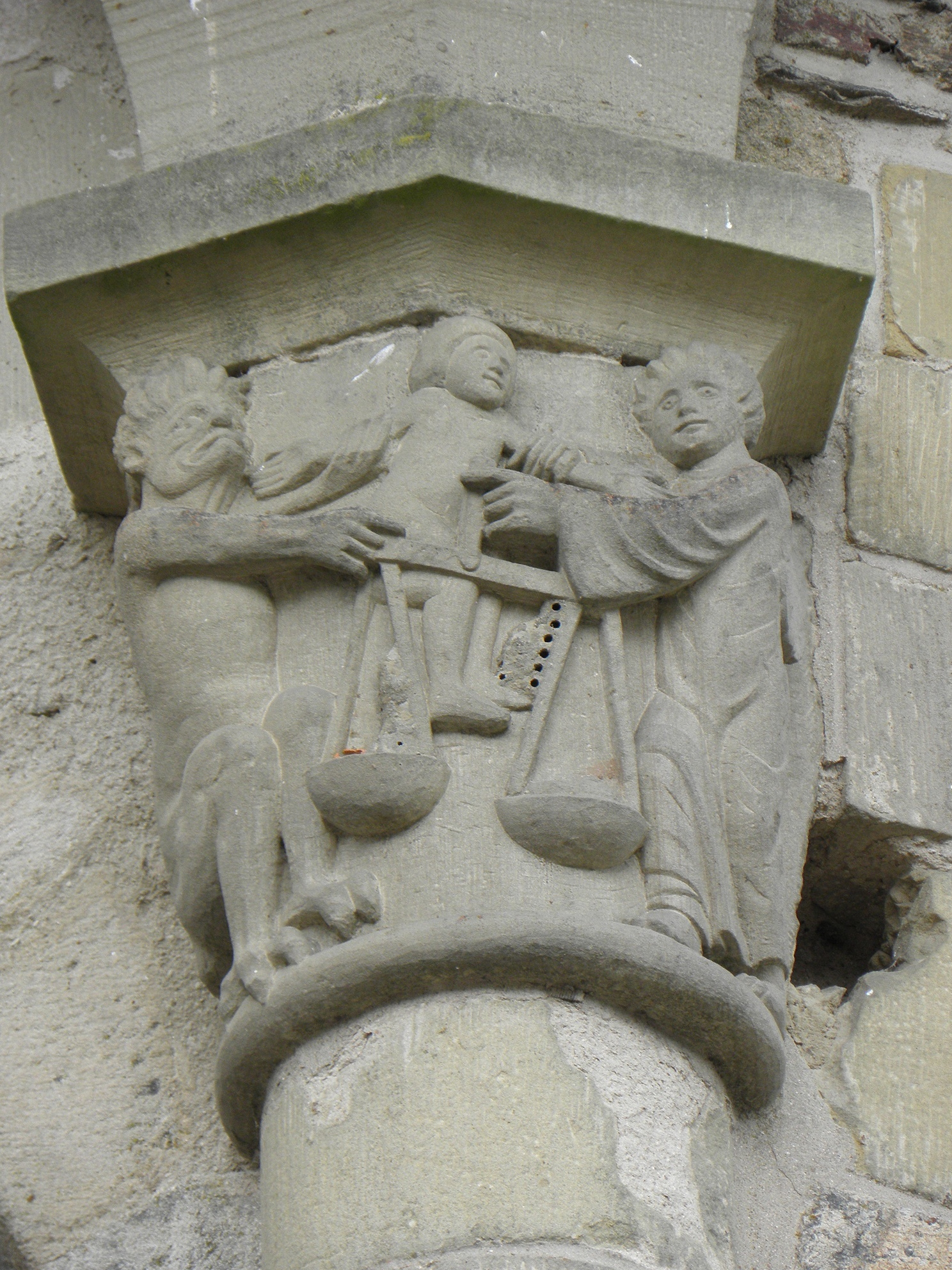
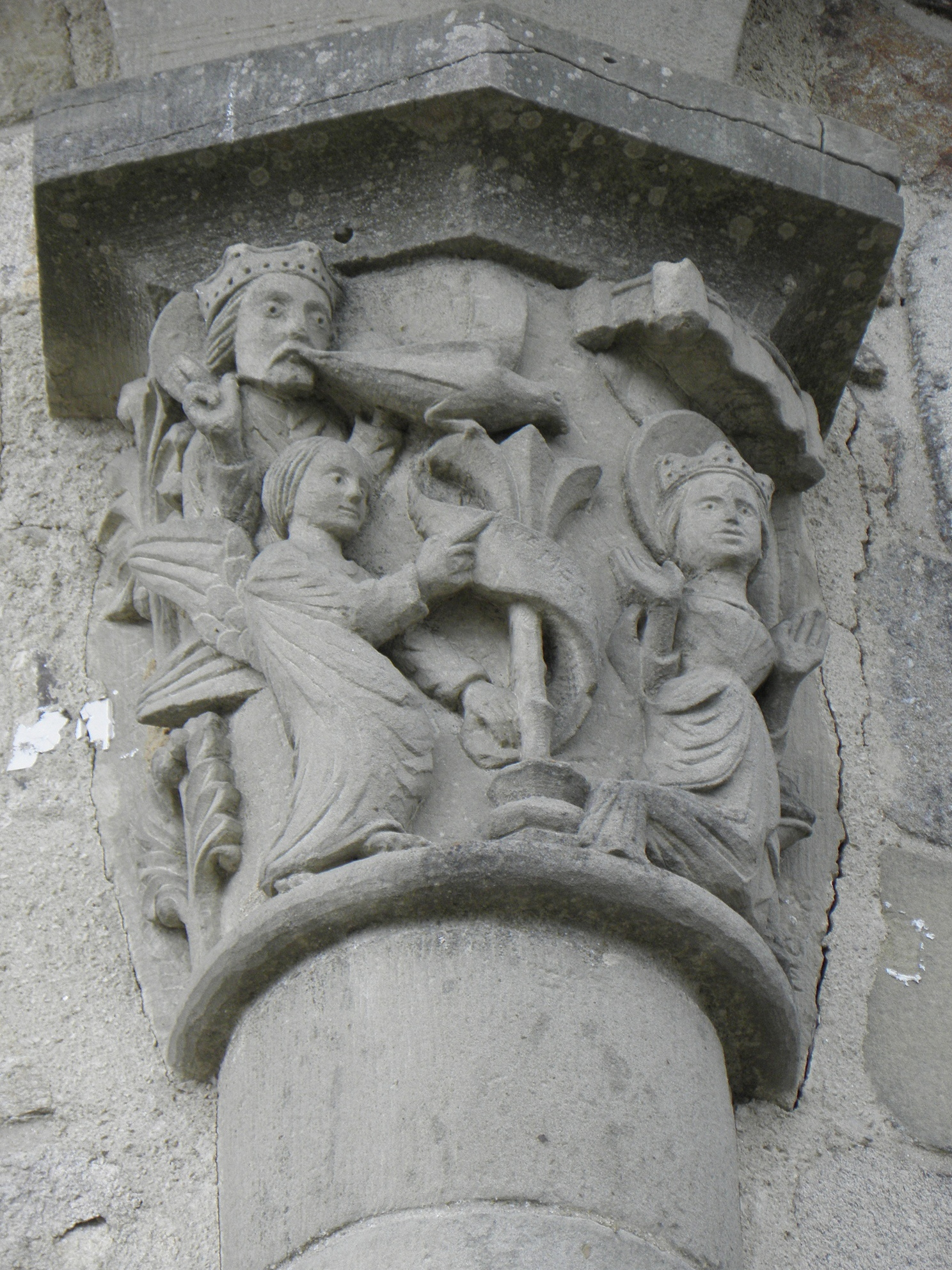
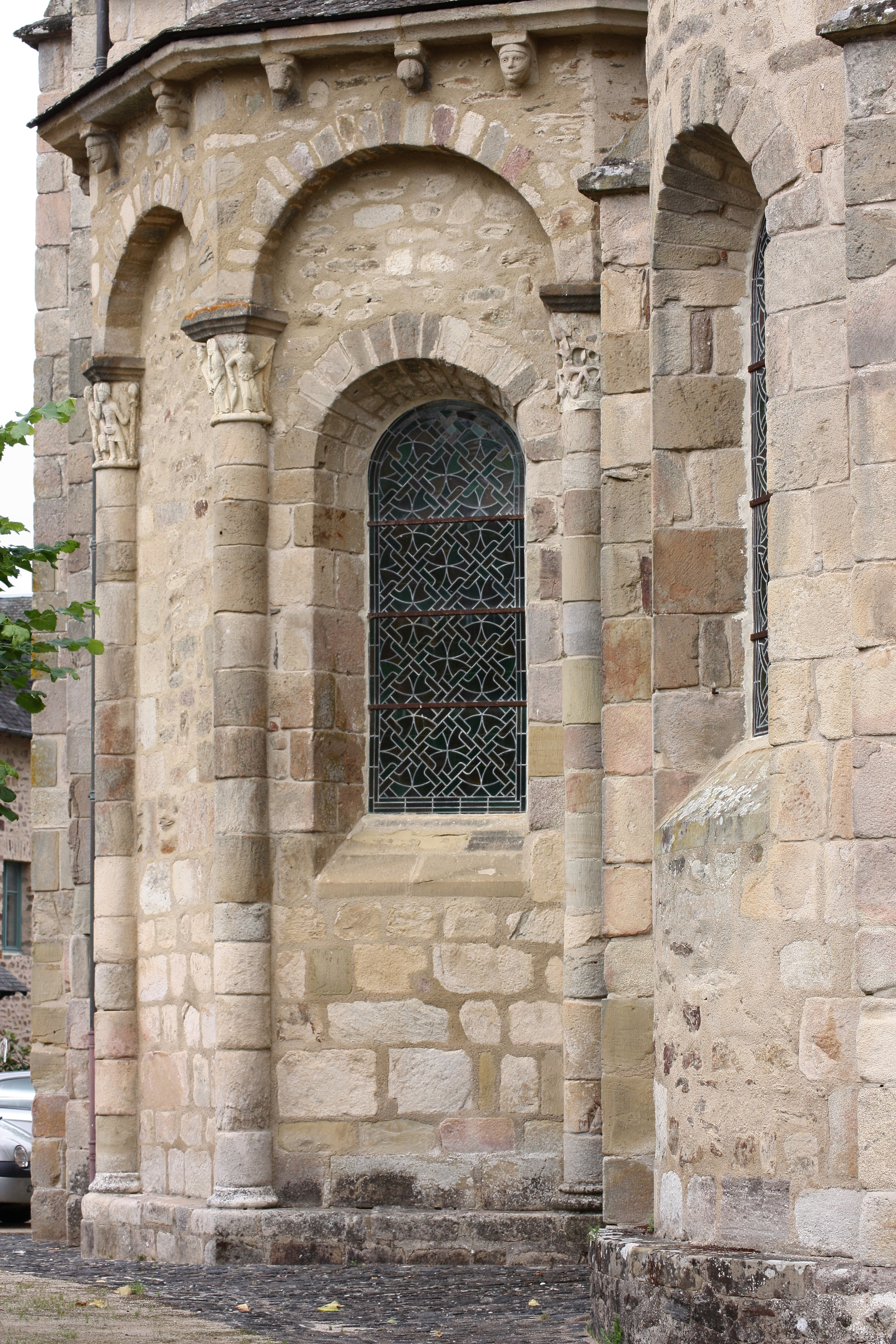
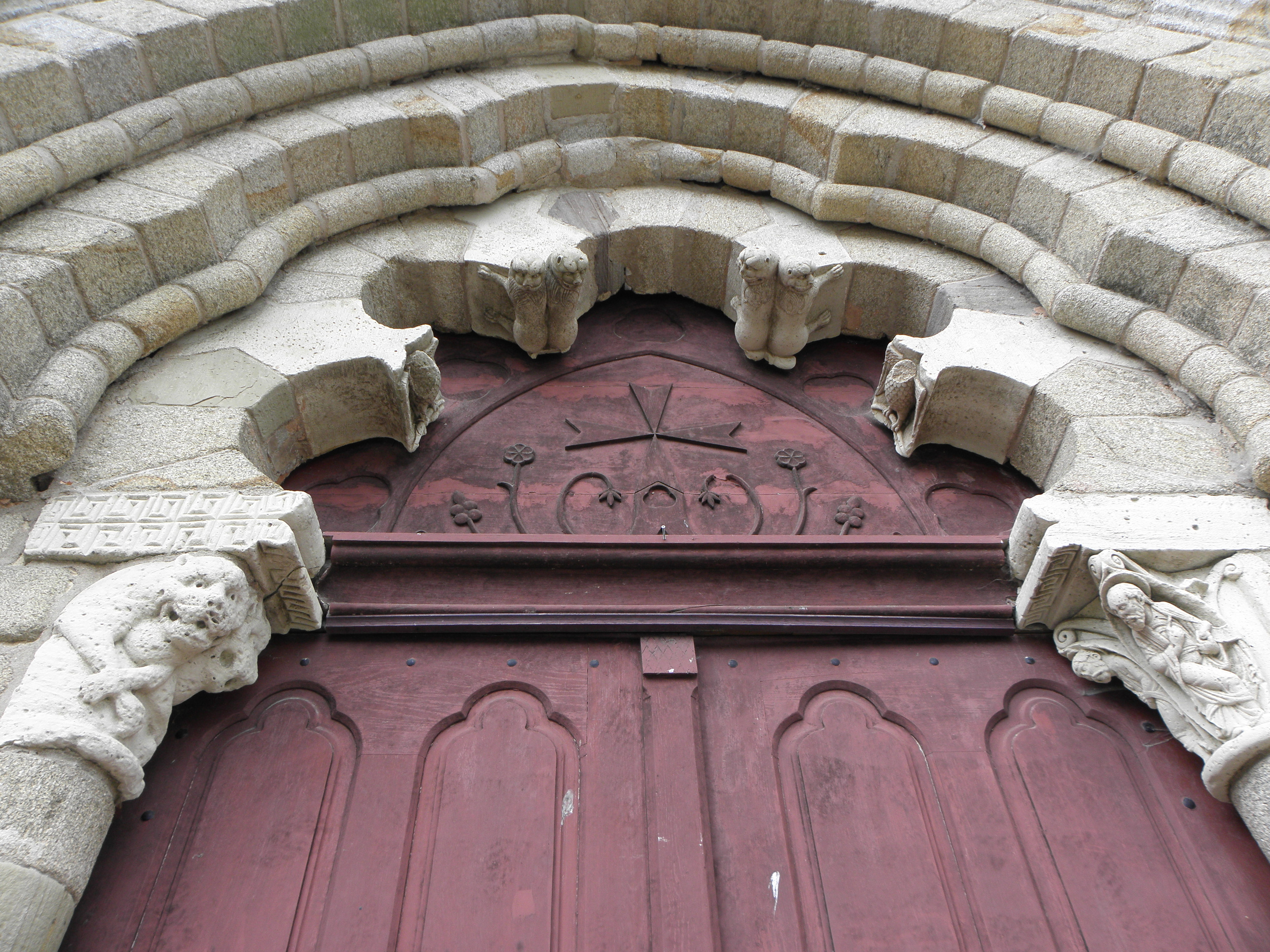